# Малая Андроньевская улица
Ма́лая Андро́ньевская улица (название с 7 июля 1922 года) — улица в Центральном административном округе города Москвы на территории Таганского района. Пролегает между улицей Сергия Радонежского и улицей Рогожский Вал.

## Происхождение названия
Название (конец XIX века) связано со Спасо-Андрониковым монастырём, вблизи которого проходит улица. До 1917 года в разное время называлась Малая Андроновка, Новая Андрониевская улица и 2-я Андрониевская улица. В 1919 году в революционном порыве была переименована в Красногвардейскую улицу, однако через несколько лет выяснилось, что улицы с таким названием появились в нескольких районах Москвы. Чтобы избежать путаницы, было возвращено прежнее название.

## История
Список домовладений по этой улице по состоянию на начало XX столетия см. в справочной и адресной книге «Вся Москва» 1901 года издания: .

## Здания и сооружения

### по нечётной стороне
- № 13/20— жилой дом построен в 1852 году ямщиком В. Ширяевым для сдачи внаём. Нижний этаж здания каменный, верхний — деревянный. В 1908 году Николо-Рогожская старообрядческая община купила обширный участок на углу с 3-й Рогожской улицей и построила церковь Николая Чудотворца (см. № 15). Бывший дом Ширяева стал домом причта. После революции дом стал жилым, ныне — офисное здание[1].
- № 15 — Бывшая Церковь Николая Чудотворца Никольско-Рогожской старообрядческой общины (1910—1912, архитектор И. Е. Бондаренко). После революции церковное здание отдели под рабочий клуб фабрики № 4 Москвошвей[1]. В период 1999—2008 годах в здании находился центральный аппарат партии Союз правых сил. В настоящее время Русская древлеправославная церковь пытается вернуть здание[2].

## Транспорт
Станции метро: Площадь Ильича, Римская. Железнодорожные платформы: Москва-Товарная, Серп и Молот.